# Diederik I van Münster
Diederik I van Münster (overleden op 23 januari 1022) was van 1011 tot aan zijn dood bisschop van Münster. 

## Levensloop
Diederik I was een zoon van graaf Brun van Arneburg uit diens huwelijk met Gerburg van Stade, dochter van graaf Hendrik I van Stade. Hij was tevens verwant aan de Billungen-dynastie die over Saksen regeerde.
Hij begon zijn kerkelijke loopbaan als lid van de hofkapel, alvorens hij in 1011 de twaalfde bisschop van Münster werd. Over zijn ambtsperiode is bekend dat hij een simonitische overnamepolitiek voerde, hetgeen hem in conflict bracht met zijn eigen oom en de graven van Werl-Arnsberg. Hij overleed in 1022.